# Dla miłości zrobię wszystko
Dla miłości zrobię wszystko (oryg. Love Ke Liye Kuchh Bhi Karega) – bollywoodzka komedia z 2001 roku. W rolach głównych Saif Ali Khan, Aftab Shivdasani i Fardeen Khan. Towarzyszą im Sonali Bendre i Twinkle Khanna. Reżyseria E. Nivas, autor Shool, Dum. Produkcja Ram Gopal Varma, autor Sarkara. Pomysł z hollywoodzkiego Fargo. Film opowiada historię trzech młodych, wykształconych, ale bezrobotnych mężczyzn z Mumbaju. Szukając swojego miejsca w życiu, walcząc o szacunek do siebie, prawo do pracy, porwawszy dla okupu żonę jednego z nich, stają się przestępcami. Komizm filmu bazuje na niezaradności bohaterów bezsilnych zarówno w swoich próbach prowadzenia porządnego życia, jak i w rolach przestępców.

## Fabuła
Bombaj. Od niedawnej zmiany na Mumbaj obrósł w kolejne miliony ludzi. Każdy z nich ma swoją historię. Losy trójki z nich: Prakasha i Harila z Rahulem wkrótce się ze sobą skrzyżują.
Wykształconemu, ale bezrobotnemu Prakashowi (Saif Ali Khan) udaje się pochlebstwami pozyskać serce rozkapryszonej córki milionera (Dalip Tahil). Anjali Chopre (Twinkle Khanna) ożywiają co rusz to nowe pasje, cieszą nowe zabawki. A to maluje, a to uczy się tańca klasycznego lub karate. Do domu sprowadza trudne do zaakceptowania stworzenia. Najpierw był to kudłaty psiak, teraz mąż. Ojciec ulega każdej zachciance grożącej odejściem z domu jedynaczce, ale w pracy z pogardą daje do zrozumienia, gdzie miejsce wżenionego w pieniądze golca. Upokarza Prakasha na oczach innych pracowników, nie daje mu żadnej szansy na nauczenie się czegoś, wykorzystanie zdobytego wykształcenia. Szantażem wymusza też na nim ukrywanie prawdy o wrogich relacjach przed próbującą ich pogodzić Anjali. Prakash chce odzyskać szacunek do siebie uniezależniając się od teścia, ale na założenie własnej firmy potrzebuje pieniędzy.

## Obsada
- Saif Ali Khan – Prakash
- Fardeen Khan – Rahul Kapoor
- Aftab Shivdasani – Harry (Harilal)
- Sonali Bendre – Sapna Chopra
- Twinkle Khanna – Anjali Murthy
- Johnny Lever – Aslam Bhai
- Dalip Tahil – Chopra
- Sharat Saxena – inspektor Suraj Singh
- Paresh Rawal – narrator

## Nagrody
- 2002: Zee Cine Award dla Najlepszego Aktora Komediowego: Johnny Lever

## Muzyka i piosenki
Muzykę do filmu skomponował Vishal Bharadwaj, autor muzyki do Satya, Maachis, Chachi 420, Zakaz palenia, Cichy, Maqbool, Omkara (dwa ostatnie też reżyserował).
- Love Ke Liye
- Rama Rama
- Aslam Bhai
- Love x Crime = Fun
- Dil Mera Dil
- Socho Kya Karoongi
- Dhan Dhan
- Rama Rama (Remix)